# Поповское (село, Пельшемское сельское поселение)
Поповское — село в Сокольском районе Вологодской области.
Входит в состав Пельшемского сельского поселения, с точки зрения административно-территориального деления — в Пельшемский сельсовет.
По переписи 2002 года население — 16 человек.

## География
Расстояние по автодороге до районного центра Сокола — 26 км, до центра муниципального образования Марковского — ? км. Ближайшие населённые пункты — Марковское, Родионово, Тырыково, Великий Двор, Хаминово.

## Известные люди
В селе похоронен Зубов, Юлий Михайлович.